# Александровка (Темниковський район)
Алекса́ндровка (рос. Александровка, ерз. Александровка) — селище у складі Темниковського району Мордовії, Росія. Входить до складу Старогородського сільського поселення.
Населення — 30 осіб (2010; 29 у 2002).
Національний склад (станом на 2002 рік):
- мордва — 86 %